# Purgatory (альбом Тайлера Чайлдерса)
| Совокупная оценка   | Совокупная оценка |
| Источник            | Оценка            |
| ------------------- | ----------------- |
| Metacritic          | 82/100            |
| Оценки критиков     |                   |
| Источник            | Оценка            |
| AllMusic            | [ 4 ]             |
| American Songwriter | [ 5 ]             |
| Record Collector    | [ 6 ]             |
| The Independent     | [ 7 ]             |

Purgatory (с англ. — «Чистилище») — второй студийный альбом американского кантри- и фолк-певца и автора-исполнителя Тайлера Чайлдерса, вышедший 4 августа 2017 года на лейбле Hickman Holler. Диск получил положительные отзывы музыкальных критиков и занял четвёртое место в фолк-чарте США.

## Об альбоме
Альбом продюсировал известный музыкант Стерджил Симпсон. Диск вышел на собственном лейбле музыканта Hickman Holler.
Purgatory дебютировал на четвёртом месте в чарте Folk Albums.

## Отзывы
Альбом получил положительные отзывы музыкальных критиков и интернет-изданий: AllMusic.

### Итоговые списки
| Публикация    | Список                                           | Ранг | Ссылка |
| ------------- | ------------------------------------------------ | ---- | ------ |
| Noisey        | Top 100 Albums of 2017                           | 75   | [ 9 ]  |
| NPR Music     | Top 50 Albums of 2017                            | 39   | [ 10 ] |
| Rolling Stone | Top 40 Best Country and Americana Albums of 2017 | 14   | [ 11 ] |

## Список композиций
| №   | Название            | Длительность |
| --- | ------------------- | ------------ |
| 1.  | «I Swear (To God)»  | 3:20         |
| 2.  | «Feathered Indians» | 3:45         |
| 3.  | «Tattoos»           | 3:23         |
| 4.  | «Born Again»        | 3:28         |
| 5.  | «Whitehouse Road»   | 4:41         |
| 6.  | «Banded Clovis»     | 4:19         |
| 7.  | «Purgatory»         | 2:46         |
| 8.  | «Honky Tonk Flame»  | 4:57         |
| 9.  | «Universal Sound»   | 3:42         |
| 10. | «Lady May»          | 3:04         |

## Позиции в чартах

### Еженедельные чарты
| Чарт (2017)                        | Высшая позиция |
| ---------------------------------- | -------------- |
| США (Billboard 200)                | 120            |
| США (Billboard Top Country Albums) | 17             |
| США (Billboard Folk Albums)        | 4              |
| США (Billboard Independent Albums) | 3              |

## Сертификации
| Регион                                                                      | Сертификация | Продажи   |
| --------------------------------------------------------------------------- | ------------ | --------- |
| США (RIAA)                                                                  | Платиновый   | 1 000 000 |
| Данные о продажах + прослушиваниях приведены только на основе сертификации. |              |           |